# Daniel Gordon (Fußballspieler)
Daniel Gordon (* 16. Januar 1985 in Dortmund) ist ein ehemaliger deutsch-jamaikanischer Fußballspieler auf der Position des Innenverteidigers. Von 2013 bis 2015 war er jamaikanischer Fußballnationalspieler.

## Karriere

### Verein
Daniel Gordon wurde als Sohn eines jamaikanischstämmigen englischen Vaters und einer deutschen Mutter in Dortmund geboren und wuchs dort auf. Er begann mit dem Fußballspielen in der Jugendabteilung von Borussia Dortmund und wechselte in der B-Jugend zum VfL Bochum, mit der er zweimal westdeutscher A-Jugend-Meister und einmal deutscher Vizemeister wurde.
2004 und 2005 spielte er in der zweiten Mannschaft des VfL, ehe er zu Beginn der Spielzeit 2006/07 wieder zurück zum BVB wechselte, für den er ebenfalls in der zweiten Mannschaft spielte. Unter den Trainern Jürgen Röber und Thomas Doll trainierte Gordon in der Rückrunde der Saison 2006/07 bei den Profis mit. Sein Bundesligadebüt als Vertragsamateur gab er am 21. April 2007 im Spiel gegen Hertha BSC, als er in der 90. Minute für Tinga ins Spiel kam. Im Mai 2007 unterschrieb er einen Profivertrag bis 2009 beim BVB.
In den Spielzeiten 2009/10 und 2010/11 spielte Daniel Gordon bei Rot-Weiß Oberhausen in der 2. Bundesliga und bestritt insgesamt 48 Ligaspiele, in denen er sieben Treffer erzielte. RWO stieg in die 3. Liga ab.
Zur Saison 2011/12 wechselte Gordon zum FSV Frankfurt in die 2. Bundesliga. Er unterzeichnete bei den Hessen einen Zweijahresvertrag. Gordon konnte sich allerdings keinen Stammplatz erkämpfen und kam im Verlauf der Saison nur zu einem Spiel über die volle Spielzeit und zu zwei Kurzeinsätzen. Am Saisonende löste der FSV den Vertrag mit Gordon vorzeitig auf. Er wechselte daraufhin zum Zweitliga-Absteiger Karlsruher SC. Mit dem KSC gelang ihm als Stammspieler in der Drittligasaison 2012/13 als Meister der direkte Wiederaufstieg.
Im Mai 2016 unterzeichnete er einen Zweijahresvertrag mit Option beim SV Sandhausen, nachdem sein auslaufender Vertrag beim KSC nicht verlängert worden war. Nach nur einer Spielzeit kehrte Gordon zum mittlerweile in die 3. Liga abgestiegenen Karlsruher SC zurück. Er erhielt dort einen Vertrag über zwei Jahre. Dort wurde er neben David Pisot bald wieder zum Stamminnenverteidiger und war damit Teil der mit 29 Gegentreffern besten Defensive der Drittligasaison 2017/18, mit der der KSC Relegationsplatz 3 erreichte. Dort scheiterte man jedoch am FC Erzgebirge Aue. In der folgenden Saison spielte Gordon wieder Stamm und verpasste aufgrund von Sperren nur zwei Spiele. Am Saisonende stand der Aufstieg mit dem KSC in die Zweite Bundesliga. Nach dem Ende der Saison 2019/20 verließ Gordon den Verein mit seinem Vertragsende.
Ende September 2020 kehrte Gordon nach knapp dreimonatiger Vereinslosigkeit erneut zum Karlsruher SC zurück. Er stieß vor dem 3. Spieltag zur Mannschaft und unterschrieb einen bis zum Ende der Saison 2020/21 laufenden Vertrag. Er kam auf 13 Zweitligaeinsätze, stand 8-mal in der Startelf und erzielte 2 Tore. Seinen auslaufenden Vertrag verlängerte der 36-Jährige für die Saison 2021/22. Ein Jahr später entschied sich Gordon, auch noch für die Saison 2022/23 zu verlängern. Im Mai 2023 gab er bekannt, seine Karriere zum Saisonende zu beenden. Er gab beim Südwestderby gegen den 1. FC Kaiserslautern sein letztes Heimspiel im KSC-Dress. Das Spiel wurde mit 2:0 gewonnen, Gordon kam außerdem in die kicker-Elf des Tages.
Anschließend wurde er beim KSC Co-Trainer der U23.

### Nationalmannschaft
Am 4. Juni 2013 absolvierte Gordon sein erstes Länderspiel für die jamaikanische Fußballnationalmannschaft gegen Mexiko. Bei der 0:1-Niederlage stand Gordon in der Startelf. Für die Nationalmannschaft ist er spielberechtigt, da seine Großeltern väterlicherseits aus Jamaika nach Großbritannien ausgewandert waren.

## Spielweise
Gordon gilt als kopfballstark und profitiert von Stärken im Stellungsspiel, mit dem er Geschwindigkeitsdefizite ausgleicht. Im Defensivverhalten legt er Ruhe am Ball an den Tag, die mitunter mit größeren Risiken des Ballverlusts an den gegnerischen Stürmer verbunden ist. Sein ehemaliger Teamkollege Dirk Orlishausen beschrieb seine Spielweise wie folgt:

„Gordi hat große Fähigkeiten, das Angriffsspiel des Gegners zu lesen, sich dabei mit präzisem Auge perfekt zu positionieren und mit einer Handlungsentschlossenheit und Bissigkeit im Infight den Ball zu erobern. Und wenn Gordi zum Kopfball springt, ist er in der Luft so stabil wie ein Kunstturner am Reck“

## Erfolge
- Aufstieg in die 2. Bundesliga (2): 2013, 2019 (beide Karlsruher SC)
  - als Meister der 3. Liga: 2013
- Meister der Regionalliga West und Aufstieg in die 3. Liga: 2009 (Borussia Dortmund II)
- Badischer Pokalsieger (3): 2013, 2018, 2019 (alle Karlsruher SC)

## Privates
Er ist verheiratet seit dem 4. Dezember 2010 mit Lisa Koszenowski und hat zwei Söhne.